# Cryptopone

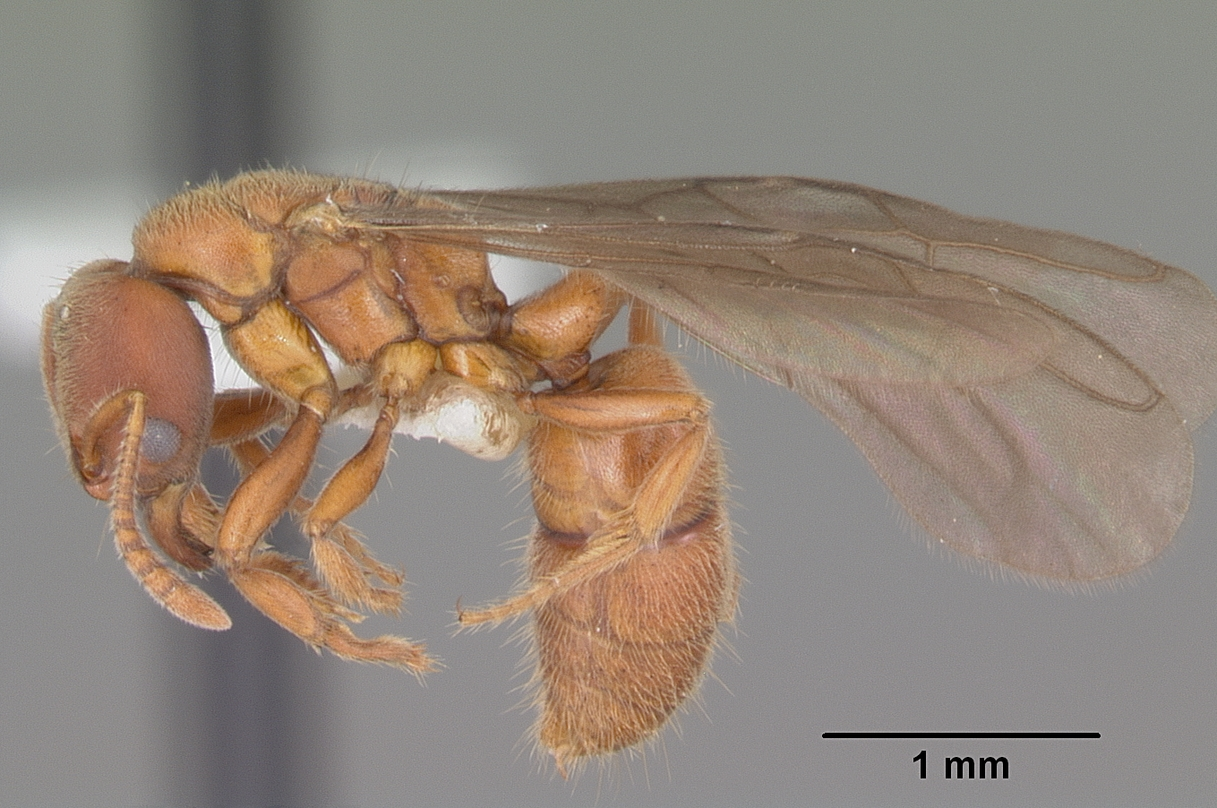
Самка Cryptopone gilva

Cryptopone (лат. ) — род муравьёв (Formicidae) из подсемейства Ponerinae. Около 30 видов (включая Wadeura).

## Распространение
Космополитный род, преимущественно в субтропиках и тропиках Азии, центр разнообразия отмечен в восточной и юго-восточной Азии (в Южной Америке известно только 4 вида, в Африке — 1 вид). В фауне России встречается 1 вид Cryptopone ochracea (Краснодарский край).

## Описание
Мелкого размера муравьи коричневого или оранжевого цвета (редко до буровато-чёрного). Длина от 1 до 6 мм. Передний край клипеуса широко выпуклый. Апикальные сегменты усиков часто отчётливо булавовидные. Глаза сильно редуцированные или отсутствуют (у Wadeura). Метанотальный шов редуцирован до бороздки.
Стебелёк между грудкой и брюшком состоит из одного узловидного членика петиоля.
От других представителей подсемейства понерины отличается следующей комбинацией признаков: жвалы с базальной ямкой (отсутствует у членов бывшего рода Wadeura, недавно синонимизированного с Cryptopone), лобные валики мелкие и сближенные, скапус усиков сплющенный, проподеум с расширяющейся кзади дорзальной поверхностью, задние голени с простыми сетами и без шиповидных отстоящих щетинок, которые есть на средних голенях.
Муравейники как правило земляные, но известны разнообразные условия обитания в подстилочном слое, во мхе и под травой, в гнилой древесине, в термитниках, полипоровых грибах. Характерно хищное поведение. Имаи (Imai et al., 2003) сообщал, что Cryptopone sauteri охотится на личинок жуков и мух.
Эдвард Уилсон (Wilson, 1958) наблюдал рабочих Cryptopone butteli как весьма медлительных во время передвижения, а американский мирмеколог Уильям Уилер и другие исследователи (Wheeler & Gaige, 1920; Smith, 1934) отмечали сходное поведение у рабочих Cryptopone gilva, а также то, что они могут притворяться мёртвыми. Семьи малочисленные, состоят из нескольких сотен рабочих, полигинные (включают нескольких самок).
.
Митохондриальный геном Cryptopone sauteri состоит из 15 367 пар оснований (bp), включая 13 кодирующих белок генов (PGCs), 2 рибосомальных RNA-гена, 22 транспортных RNA-гена (размер tRNAs от 56 до 78 bp), и один крупный нераскодированный участок из 448 пар оснований (bp).

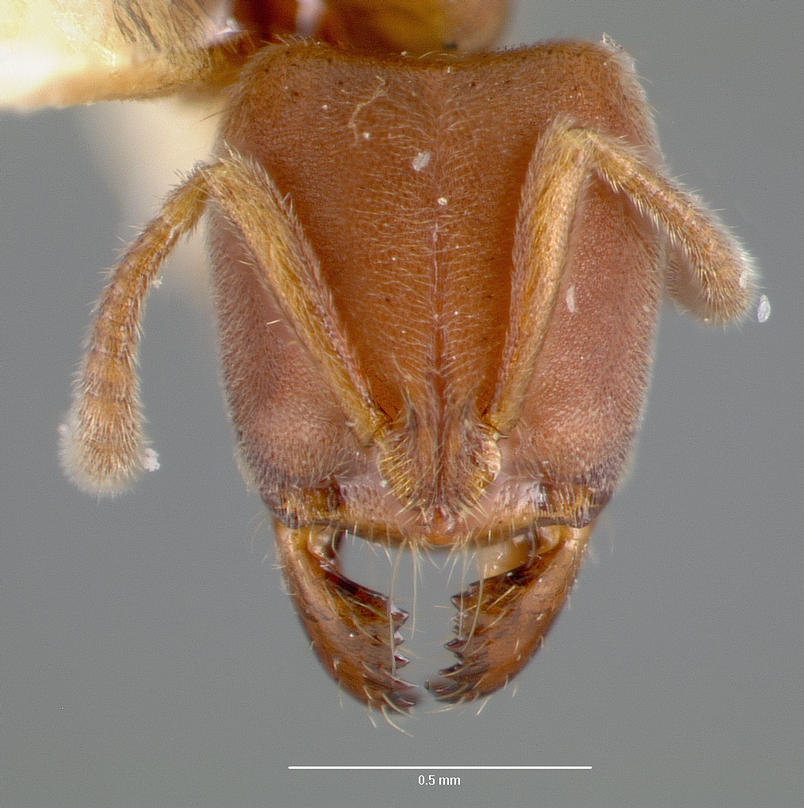
Cryptopone gilva
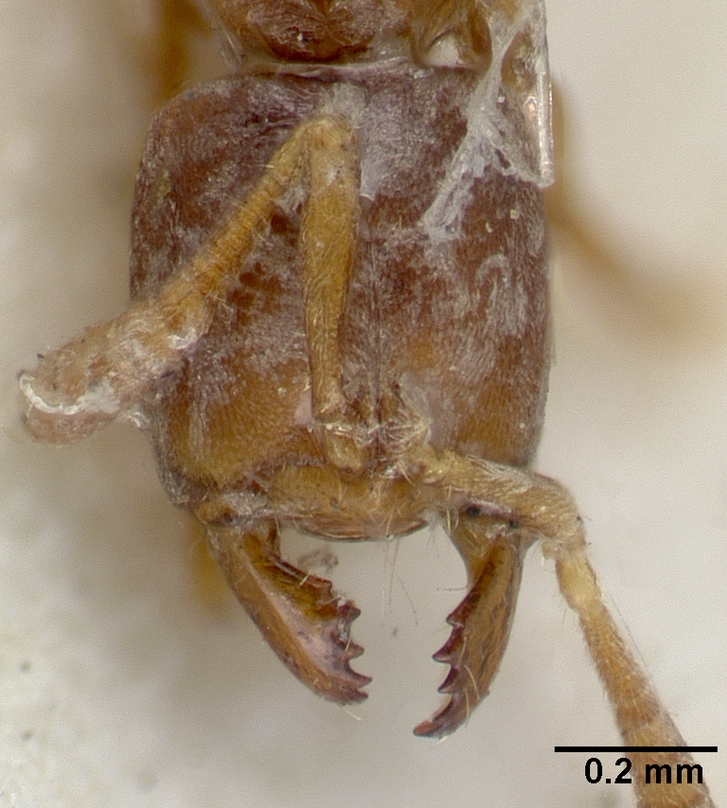
Cryptopone testacea
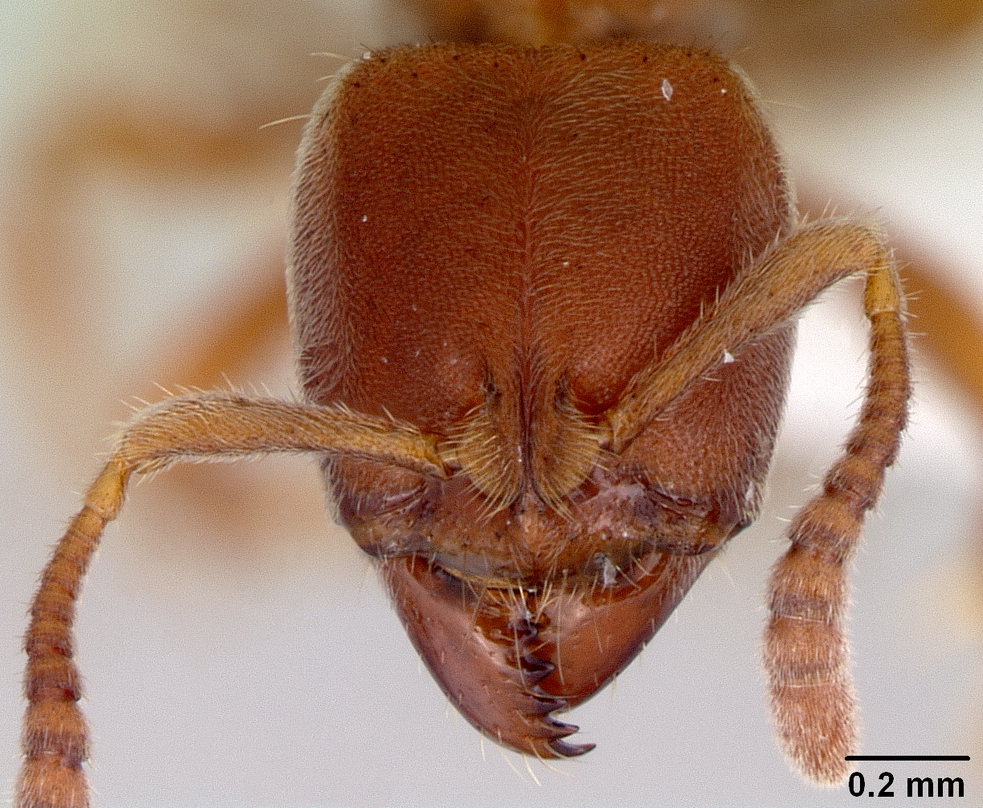
Cryptopone rotundiceps

## Систематика
Около 30 видов (включая Wadeura guianensis из синонимизированного рода Wadeura Weber, 1939). Относится к родовой группе Ponera Group (вместе с таксонами Belonopelta, Diacamma, Ectomomyrmex, Emeryopone, Ponera, Pseudoponera). Род был впервые описан в 1893 году итальянским мирмекологом Карло Эмери. В 2010 году род Cryptopone был синонимизирован с родом Pachycondyla (Mackay & Mackay, 2010: 3). Однако, уже в 2014 году, проведя полную реклассификацию всех понерин, мирмекологи Крис Шмидт и Стив Шаттак восстановили Cryptopone в своём валидном статусе (Schmidt, C. A.; Shattuck, S. O., 2014). Тогда же с ним синонимизировали таксон Wadeura Weber, 1939, который с 1981 года рассматривался в качестве синонима рода Pachycondyla.
Cryptopone обладают сходством с несколькими родами трибы Ponerini, в том числе с Pseudoponera, от которого отличается наличием среднеголенных отстоящих щетинок. Сходные жёсткие щетинки встречаются и у представителей родов Centromyrmex, Feroponera, Promyopias и Buniapone, но у этих родов отсутствуют другие вышеуказанные признаки (все или частично). Несколько других родов также имеют базальные мандибулярные ямки, включая Brachyponera, Euponera и Hagensia, но у этих родов отсутствуют и среднеголенные отстоящие щетинки и они имеют более крупные глаза, и прочие отличия.
- Cryptopone arabica Collingwood & Agosti, 1996
- Cryptopone butteli Forel, 1913
- Cryptopone crassicornis (Emery, 1897)
- Cryptopone emeryi Donisthorpe, 1943
- Cryptopone fusciceps Emery, 1900
- Cryptopone gigas Wu & Wang, 1995
- Cryptopone gilva (Roger, 1863)
- Cryptopone guianensis (Weber, 1939)
- Cryptopone guatemalensis  (Forel, 1899)
- Cryptopone hartwigi Arnold, 1948
- Cryptopone holmgreni (Wheeler, 1925)
- Cryptopone jinxiuensis Zhou, 2001
- Cryptopone mirabilis MacKay & MacKay, 2010
- Cryptopone motschulskyi Donisthorpe, 1943
- Cryptopone nicobarensis Forel, 1905
- Cryptopone ochracea (Mayr, 1855)
- Cryptopone pseudogigas Zhou & Zheng, 1997
- Cryptopone recticlypea Xu, 1998
- Cryptopone rotundiceps (Emery, 1914)
- Cryptopone sauteri (Wheeler, 1906)
- Cryptopone sinensis Wang, 1992
- Cryptopone subterranea Bharti & Wachkoo, 2013[9]
- Cryptopone taivanae  (Forel, 1913)
- Cryptopone takahashii  (Wheeler, 1930)
- Cryptopone tengu Terayama, 1999
- Cryptopone testacea Emery, 1893
- Cryptopone typhlos (Karavaiev, 1935)